# Pelophryne linanitensis
Pelophryne linanitensis es una especie de anfibio anuro de la familia Bufonidae.

## Distribución geográfica
Esta especie es endémica del estado de Sarawak en el este de Malasia en el noroeste de Borneo. Se encuentra en la cumbre de Batu Linanit en el monte Murud, a 2250 m sobre el nivel del mar. Su alcance es inferior a 1 km².

## Descripción
Pelophryne linanitensis mide aproximadamente 18 mm. Su dorso es de color marrón grisáceo y sus flancos son cremosos. Su lado ventral es gamuza teñida de sepia.

## Etimología
El nombre de la especie está compuesto de linanit y del sufijo latino -ensis que significa "que vive, que habita", y le fue dado en referencia al lugar de su descubrimiento, el Batu Linanit.

## Publicación original
- Das, 2008: Two new species of Pelophryne (Anura: Bufonidae) from Gunung Murud, Sarawak (Northwestern Borneo). Raffles Bulletin of Zoology, vol. 56, n.º 2, p. 435-443[6]